# Институт лингвистики Венгерской академии наук
Институт лингвистики Венгерской академии наук (венг. Magyar Tudományos Akadémia Nyelvtudományi Intézete) — организация-регулятор венгерского языка, создан в 1949 году, находится в структуре Венгерской академии наук с 1951 года.
Основные задачи института включают в себя исследования венгерской лингвистики, теоретической и прикладной лингвистики, лингвистики угро-финских языков, а также подготовку различных словарей на венгерском языке и сбор архивных материалов. Исследовательские проекты института посвящены различным аспектам функционирования и диалектам венгерского языка, включая сбор лингвистических корпусов и баз данных, применение программного обеспечения в лингвистических исследованиях. Институт также готовит экспертные заключения по соответствующим запросам по требованию и проводит обучение студентов по теоретической лингвистики совместно с Будапештским университетом (бакалавриат и докторантура).